# Элементарная ячейка
Элементарная ячейка — в геометрии, физике твёрдого тела и минералогии, в частности при обсуждении кристаллической решётки, минимальная ячейка, отвечающая единичной решёточной точке структуры с трансляционной симметрией в двухмерной, трёхмерной или других размерностях.
Элементарная ячейка — фундаментальная область группы трансляций кристаллической решётки (решётки Браве).
Существует принципиальное различие между примитивной и элементарной ячейкой при рассмотрении структуры кристалла (англ. primitive unit cell, conventional unit cell).  Примитивной ячейкой называется минимальный воображаемый объём кристалла, параллельные переносы (трансляции) которого в трёх измерениях позволяют построить трёхмерную кристаллическую решётку в целом. Элементарной примитивная ячейка может называться только в том случае, когда она обладает теми же элементами симметрии, что и конечный объём. Таким образом при моделировании кристаллических структур оказывается удобнее использовать именно элементарную ячейку, так как она воспроизводит не только структуру, но в конечном счёте и свойства кристалла.
Бравэ были сформулированы 3 правила выбора элементарных ячеек:
- Симметрия элементарной ячейки должна соответствовать симметрии кристалла.
- Элементарная ячейка должна иметь максимальное число равных рёбер и равных углов.
- При условии выполнения двух первых правил элементарная ячейка должна иметь минимальный объём.

Содержимое элементарной ячейки позволяет охарактеризовать всю структуру минерала. Часть структуры, охватываемая элементарной ячейкой, состоит из атомов, удерживаемых вместе благодаря электронным связям. Такие мельчайшие ячейки, бесконечно повторяющиеся в трёхмерном пространстве, образуют кристалл. Элементарная ячейка не является физическим телом, её можно передвигать по структуре параллельно самой себе, независимо от выбора начала координат ячейка будет содержать те же атомы в прежних количествах, так как структура периодична. Элементарная ячейка и представляет собой такой минимальный период в трёх измерениях.
Применяемые в кристаллографии элементарные ячейки имеют вид параллелепипедов, их форма и размер определяются заданием трёх некомпланарных трансляций (векторов) решётки, то есть трёх не лежащих в одной плоскости рёбер ячейки. Ячейка полностью определяет решётку. Обратное неверно: в одной и той же решётке выбор ячейки может совершаться по-разному.
Ячейка, построенная на трёх кратчайших некомпланарных трансляциях решётки, называется основной ячейкой. Объём такой ячейки минимален, она содержит всего один узел кристаллической решётки, и относится поэтому к примитивным ячейкам. Нередко такая ячейка оказывается низкосимметричной, при том, что симметрия самой структуры выше. В таком случае выбирают другую, высокосимметричную ячейку большего объёма, с дополнительными узлами решётки (непримитивная, или центрированная ячейка).
При помощи рентгеноструктурного анализа определяют размеры элементарной ячейки минерала, его сингонию, вид симметрии и пространственную группу симметрии, а также расшифровывают кристаллическую структуру.